# Drapeau de Toronto
Le drapeau de la ville de Toronto fut adopté en octobre 1999.
Il contient les tours jumelles de l'hôtel de ville sur fond bleu, avec la feuille d'érable rouge du drapeau du Canada à sa base, représentant la Chambre du Conseil à la base des deux tours. La forme de l'espace au-dessus et entre les tours rappelle aussi la lettre 'T', l'initiale de la ville. Une rumeur populaire veut que le drapeau regardé à l'envers ressemble à Adam avec une feuille d'érable au lieu d'une feuille de vigne.